# Томас Оппенгаймер
Томас Оппенгаймер (нім. Thomas Oppenheimer; нар. 16 грудня 1988, Пайсенберг) — німецький хокеїст, нападник. В минулому гравець збірної команди Німеччини.

## Ігрова кар'єра
Хокейну кар'єру розпочав 2005 року в третій Бундеслізі в складі клубу «Пайтінг».
У сезоні 2006–07 Томас дебютував за команду ДХЛ «Франкфурт Лайонс». Влітку 2010 року перейшов до «Гамбург Фрізерс» у складі якого провів наступні шість сезонів до травня 2016 року.
1 червня 2016 року уклав контракт з «ЕРК Інгольштадт». 6 червня 2017 року із столичним клубом «Айсберен Берлін».
Був гравцем молодіжної збірної Німеччини, у складі якої брав участь у 5 іграх. У складі національної збірної Німеччини брав участь у чемпіонатах світу 2014 та 2015 років.

## Статистика

### Клубні виступи
| Сезон        | Клуб               | Ліга         | Регулярний сезон | Регулярний сезон | Регулярний сезон | Регулярний сезон | Регулярний сезон | Плей-оф | Плей-оф | Плей-оф | Плей-оф | Плей-оф |
| Сезон        | Клуб               | Ліга         | І                | Г                | П                | О                | ШХ               | І       | Г       | П       | О       | ШХ      |
| ------------ | ------------------ | ------------ | ---------------- | ---------------- | ---------------- | ---------------- | ---------------- | ------- | ------- | ------- | ------- | ------- |
| 2005–06      | «Пайтінг»          | 3 Бундесліга | 28               | 6                | 6                | 12               | 4                | —       | —       | —       | —       | —       |
| 2006–07      | «Пайтінг»          | 3 Бундесліга | 24               | 6                | 6                | 12               | 32               | —       | —       | —       | —       | —       |
| 2006–07      | «Франкфурт Лайонс» | ДХЛ          | 29               | 6                | 4                | 10               | 10               | 8       | 0       | 0       | 0       | 6       |
| 2007–08      | «Франкфурт Лайонс» | ДХЛ          | 20               | 0                | 2                | 2                | 2                | 1       | 0       | 0       | 0       | 0       |
| 2007–08      | «Рісерзее»         | 2 Бундесліга | 25               | 9                | 9                | 18               | 28               | —       | —       | —       | —       | —       |
| 2008–09      | «Франкфурт Лайонс» | ДХЛ          | 52               | 4                | 7                | 11               | 24               | 5       | 0       | 0       | 0       | 0       |
| 2009–10      | «Франкфурт Лайонс» | ДХЛ          | 56               | 10               | 8                | 18               | 22               | 4       | 1       | 0       | 1       | 6       |
| 2010–11      | «Гамбург Фрізерс»  | ДХЛ          | 44               | 6                | 5                | 11               | 24               | —       | —       | —       | —       | —       |
| 2011–12      | «Гамбург Фрізерс»  | ДХЛ          | 52               | 13               | 9                | 22               | 12               | 5       | 0       | 1       | 1       | 4       |
| 2012–13      | «Гамбург Фрізерс»  | ДХЛ          | 41               | 12               | 13               | 25               | 44               | 3       | 0       | 4       | 4       | 2       |
| 2013–14      | «Гамбург Фрізерс»  | ДХЛ          | 52               | 21               | 17               | 38               | 52               | 12      | 1       | 4       | 5       | 35      |
| 2014–15      | «Гамбург Фрізерс»  | ДХЛ          | 49               | 17               | 13               | 30               | 58               | 7       | 4       | 2       | 6       | 4       |
| 2015–16      | «Гамбург Фрізерс»  | ДХЛ          | 52               | 21               | 13               | 34               | 48               | —       | —       | —       | —       | —       |
| 2016–17      | «ЕРК Інгольштадт»  | ДХЛ          | 52               | 19               | 14               | 33               | 54               | 2       | 0       | 2       | 2       | 6       |
| 2017–18      | «Айсберен Берлін»  | ДХЛ          | 38               | 7                | 20               | 27               | 22               | 16      | 1       | 6       | 7       | 16      |
| 2018–19      | «Айсберен Берлін»  | ДХЛ          | 1                | 1                | 0                | 1                | 0                | —       | —       | —       | —       | —       |
| Усього в ДХЛ | Усього в ДХЛ       | Усього в ДХЛ | 538              | 137              | 125              | 262              | 372              | 63      | 7       | 19      | 26      | 97      |

### Збірна
| Рік                | Команда            | Турнір             | І  | Г | П | О | ШХ |
| ------------------ | ------------------ | ------------------ | -- | - | - | - | -- |
| 2008               | Німеччина          | МЧС-D1             | 5  | 3 | 3 | 6 | 4  |
| 2014               | Німеччина          | ЧС                 | 7  | 4 | 2 | 6 | 2  |
| 2015               | Німеччина          | ЧС                 | 6  | 0 | 0 | 0 | 4  |
| Молодіжна збірна   | Молодіжна збірна   | Молодіжна збірна   | 5  | 3 | 3 | 6 | 4  |
| Національна збірна | Національна збірна | Національна збірна | 13 | 4 | 2 | 6 | 6  |